# Kenneth Di Vita Jensen
Kenneth Di Vita Jensen (Hole, 22 luglio 1990) è un calciatore norvegese, attaccante dell'Holeværingen.

## Biografia
Nato in Norvegia da madre statunitense, possiede la doppia cittadinanza.

## Carriera

### Club
Di Vita Jensen ha iniziato la carriera con la maglia dell'Hønefoss. Ha debuttato nella 1. divisjon il 29 ottobre 2006, sostituendo Kai Risholt nel successo per 2-1 sullo Haugesund. Il 22 ottobre 2008 ha segnato la prima rete ufficiale in carriera, sancendo il definitivo 2-0 sull'Alta.
Ha passato tutto il 2009 in prestito allo Jevnaker. Una volta rientrato, ha trovato l'Hønefoss nell'Eliteserien. Ha esordito nella massima divisione norvegese il 14 marzo 2010, subentrando a Paul Obiefule nella sconfitta per 2-0 sul campo del Tromsø. Il 29 agosto dello stesso anno, è arrivato il primo gol in questa divisione, nella vittoria per 1-3 sull'Aalesund.
Il 22 agosto 2012, si è trasferito in prestito all'Ullensaker/Kisa per il resto della stagione. Alla fine dell'anno, è rientrato all'Hønefoss, dove militò per il campionato 2013, al termine del quale si è ritrovato svincolato.
Il 14 aprile 2014, ha firmato ufficialmente per il Moss, club a cui si è legato con un contratto valido fino all'estate. Il 10 luglio, il Moss ha comunicato che il calciatore aveva lasciato il club. Ha fatto così ritorno allo Jevnaker.
Il 10 marzo 2015 ha firmato per il Lommedalen, in 3. divisjon. Il 6 agosto successivo è passato al Fredrikstad, legandosi con un contratto valido fino al termine della stagione in corso.
Il 15 marzo 2016, libero da vincoli contrattuali, ha firmato per l'Ullern in 2. divisjon. Ha esordito il 9 aprile successivo, schierato titolare nella sconfitta interna per 0-3 contro il Follo. Il 30 aprile ha trovato la prima rete, con cui ha contribuito al successo per 2-1 sul Mo.
Il 31 marzo 2017 è passato al KFUM Oslo.